# Чепелёво (платформа)
Чепелёво — остановочный пункт Курского направления Московской железной дороги в одноимённой деревне городского округа Чехов Московской области.
Платформа расположена на пересечении Курского направления железной дороги со Старым Симферопольским шоссе.
Расстояние до Курского вокзала — 71 км.
Относится к 8 тарифной зоне.
Состоит из двух боковых платформ, соединённых между собой настилом.
Железнодорожная насыпь, на которой построены платформы, сооружена над небольшим акведуком. Этот акведук служит для отвода воды во время весеннего разлива.
Остановка имеет павильон, расположенный на платформе, на которой останавливаются поезда на Москву. Билетная касса в 2011 году была сожжена. С марта 2018 года функционирует новая билетная касса. Интервал работы с 6:00 до 15:00 по будням, на выходных касса не работает. На платформе делают остановки некоторые электропоезда из Тулы и электропоезда, следующие до/от Чехова и Серпухова (кроме экспрессов).
Рядом с платформой расположены деревня Чепелёво и посёлок, который до 1990-х годов относился к совхозу «Чепелёвский».
От платформы можно пройти к остановке автобусов № 22 (Чехов — Алачково), № 61 (Чехов — Подольск), 60 (Чехов — б-ца Яковенко), № 365к, 1365 (Чехов — м. Лесопарковая) и др.
С 25 марта 2019 года закрыта платформа №1 (на Серпухов) для реконструкции. Построена временная деревянная платформа, примыкающая к основной с северной стороны.
С 6 октября пригородные электропоезда, следующие из Москвы, останавливаются у модернизированной платформы №1. С 26 апреля 2020 года электропоезда, следующие на Москву, останавливаются у модернизированной платформы №2 о.п. Чепелёво.